# Apion pisi
Pour les articles homonymes, voir Apion et Pisi.
Espèce
L’apion du pois ou apion des bourgeons du pois (Apion pisi) est une espèce d'insectes coléoptères curculionoïdes de la famille des Apionidae (ou des Brentidae selon les classifications), originaire d'Europe.
Cet insecte phytophage est un ravageur des légumineuses, principalement de la luzerne.
Synonyme :
- Holotrichapion pisi (Fabricius, 1801).